# Schomberg House

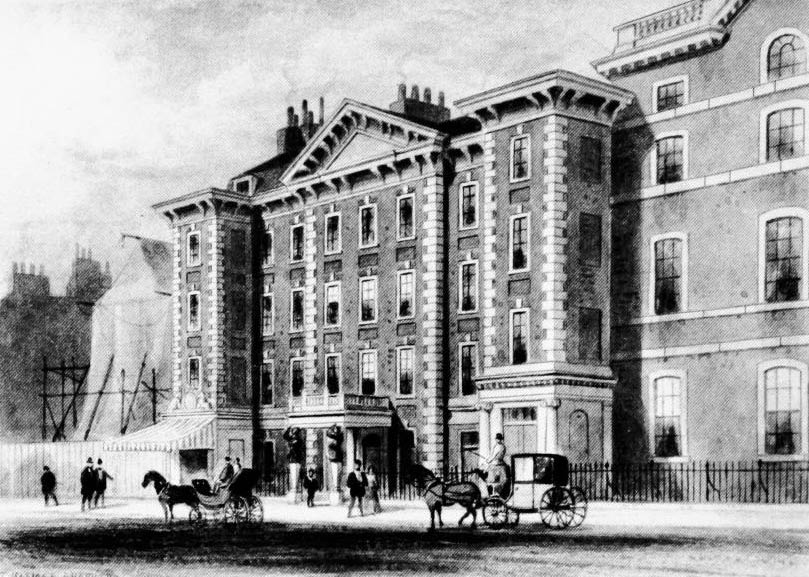
Gravura representando Schomberg House cerca de 1850

Schomberg House é um palácio inglês situado no lado sul da Pall Mall, centro de Londres, a qual possui uma história colorida. Apenas uma fachada de rua sobrevive actualmente. Foi construído para Meinhardt Schomberg, 3º Duque de Schomberg, um general huguenote ao serviço da Coroa britânica. Foi adaptado a partir da Portland House, a qual, por sua vez, havia sido criada pela Condessa de Portland através da conversão de duas casas numa única residência. As obras começaram em 1694, um ano após o duque herdar seu título.
A fachada de rua da Schomberg House é bastante incomum para um palácio londrino. É feita de tijolo vermelho, com quatro andares principais acima da cave. O alpendre na fachada ao nível da rua e o trabalho decorativo são feitos de pedra de Coade. Possui nove janelas de largura, com as três secções centrais ligeiramente projectadas e encimadas por um frontão, e a última secção de cada extremo ousadamente projectada de modo a formar projecções ao jeito de pequenas torres. As janelas são estreitas e seis nítidas bandas de cunhais enquadram as três projecções.
O ducado de Meinhardt Schomberg tornou-se extinto com a sua morte, ocorrida em 1719, e o palácio foi posteriormente abandonado. Em 1769 foi dividido em três (Nº 80 Pall Mall para oeste, Nº 81 ao centro e nº 82 para leste) pelo artista John Astley. O próprio Astley viveu no nº 81 e construiu um estúdio no sótão. Em 1781 Astley foi sucedido por médico charlatão escocês chamado James Graham, que transformou as instalações num "Templo de Saúde e Hímen". O "Templo" apresentava uma gigantesca "cama celestial" equipada com dispositivos eléctricos primitivos.
O "Templo" também servia como um bordel de alta classe e local de jogos de azar, acabando por ser invadido pela polícia e encerrado. O Dr. Graham acabou por ser confinado a um manicómio. Entretanto Thomas Gainsborough, que estava no auge da sua carreira como um dos dois mais elegantes pintores de retratos em Inglaterra, viveu na porta ao lado, no nº 80, entre 1774 e a sua morte, em 1788. Os artistas Richard Cosway e Maria Cosway também viveram no nº 81 por um tempo. Durante este período, o nº 82 foi uma elegante loja de tecidos.
Na primeira metade do século XIX, Schomberg House não foi nem aristocrática nem artística. A parte central do edifício foi uma livraria entre 1804 e 1850. Entre os outros ocupantes das três residências incluíam-se um negociante de pinturas, um leiloeiro e um retroseiro. Em 1850, o nº 80 foi demolido e substituído por parte dum abortivo reordenamento de todo o lugar. Depois disso, em 1859, os nº 80-82 foram todos adquiridos pelo governo para serem usados pelo Gabinete de Guerra (War Office), instituição que ocupou outros palácios na Pall Mall.
Em 1956, grande parte do edifício estava demolido para dar lugar a escritórios. No entanto, além de serem mantidas as fachadas sobreviventes dos nº 81 e 82, o nº 80 foi reconstruído na sua forma original.  Depois disso, deram-se outras alterações; agora, os interiores são modernos escritórios de plano aberto, mas a impressionante fachada subsiste.